# Danza verticale

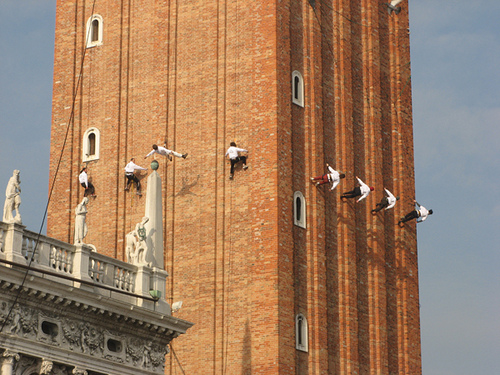
Esibizione di danza verticale sul campanile di San Marco nel 2007 (compagnia Il Posto)

La danza verticale è una pratica artistica ibrida eseguita su diversi tipi di superfici verticali e rappresenta un insieme di danza e tecniche d'arrampicata su roccia. In questa danza i movimenti si relazionano con la forza di gravità e la dimensione perpendicolare del corpo rispetto al piano di appoggio verticale.
La danza verticale è praticata utilizzando un'attrezzatura d'arrampicata: un'imbragatura bassa di tipo sportivo e una corda con cui i danzatori vengono assicurati dall'alto con i dovuti dispositivi.

## Descrizione

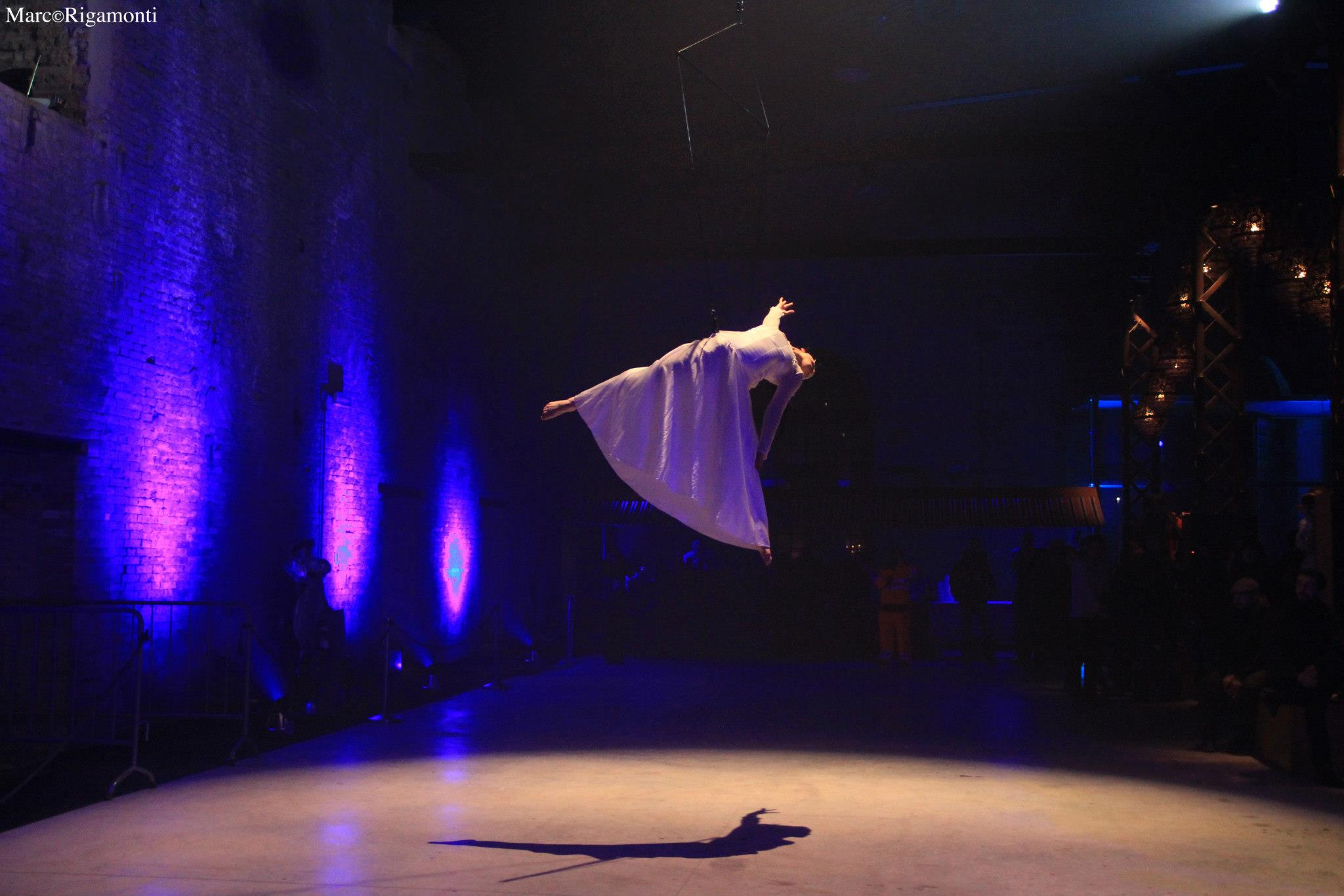
Danza verticale al carnevale di Venezia

La danza si svolge al di sopra del suolo, sui muri e pareti di edifici o su pareti rocciose in località rurali, dove i danzatori sono sospesi tramite le corde. Le superfici verticali divengono il "piano" sul quale danzare, modificando così i parametri del normale assetto corporeo e creando differenti modalità di movimento. Anche la forma della struttura architettonica stessa offre di volta in volta differenti soluzioni di movimento. Il pubblico di solito, ma non sempre, assiste alla performance dal basso.
Affine alla danza verticale è la danza aerea: la differenza è che mentre la danza verticale è eseguita con imbragatura e piedi in appoggio perpendicolarmente a un piano verticale, la danza aerea si svolge sospesi in aria con un sistema di imbrago oppure di trapezio e contrappeso.

## Storia

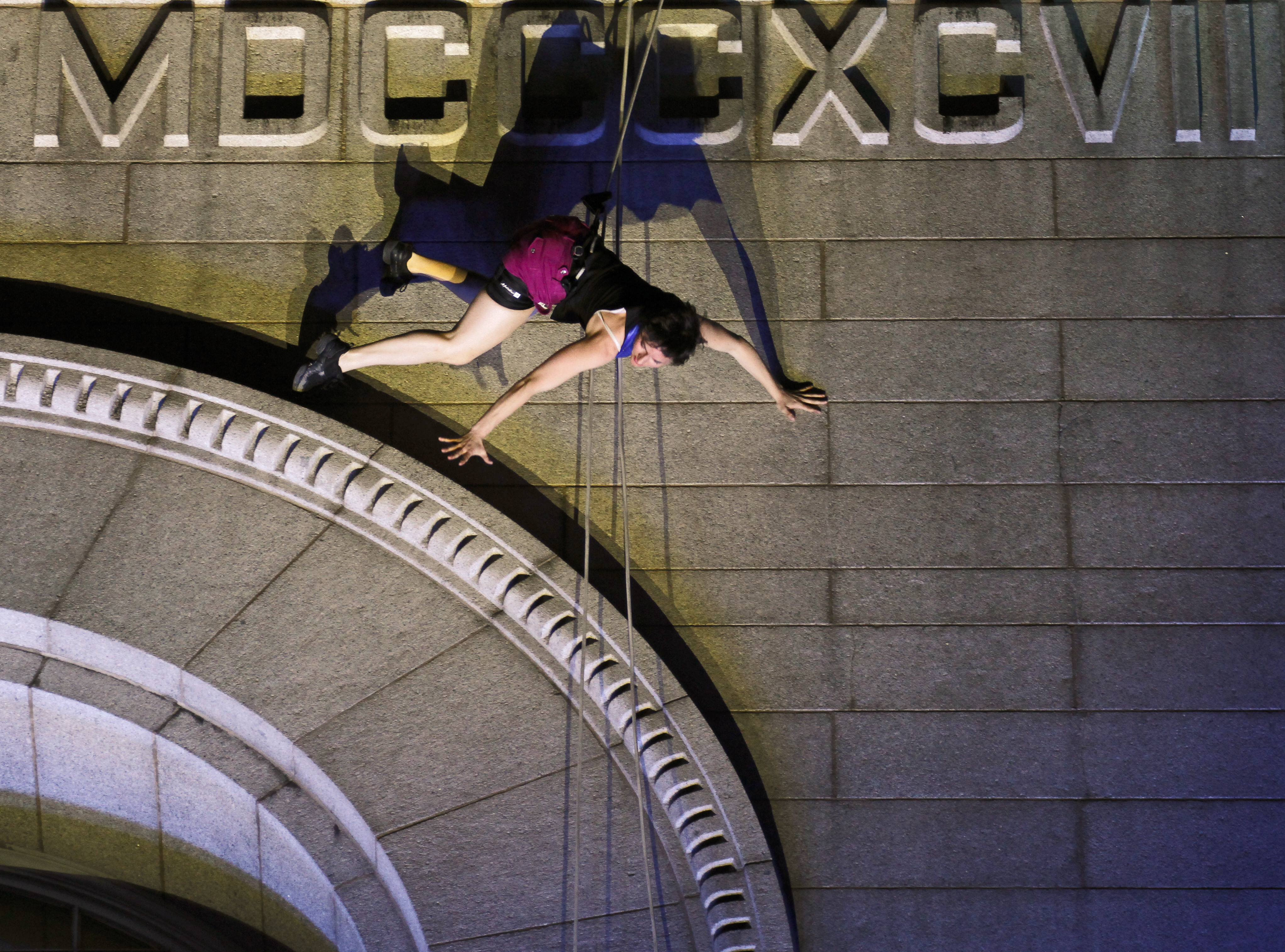
Compagnia Project Bandaloop al Kennedy Center, Washington

Le prime esperienze di questa pratica fanno capo alla coreografa americana Trisha Brown
 che nel 1970 fa discendere un danzatore con imbragatura e sorretto da una corda lungo le pareti di un edificio di Manhattan, in seguito la Brown farà muovere i suoi danzatori sulle pareti delle gallerie d'arte, nei musei, nelle stazioni ferroviarie, sui tronchi degli alberi nei parchi, cercando l'integrazione tra danza e spazio, mettendo in relazione il movimento con l'architettura e l'ambiente. L'architettura diventa così scenografia e le coreografie di danza verticale trasformano lo spazio urbano quotidiano sperimentando nuove relazioni con le linee, i piani, i volumi, le forme di un luogo.

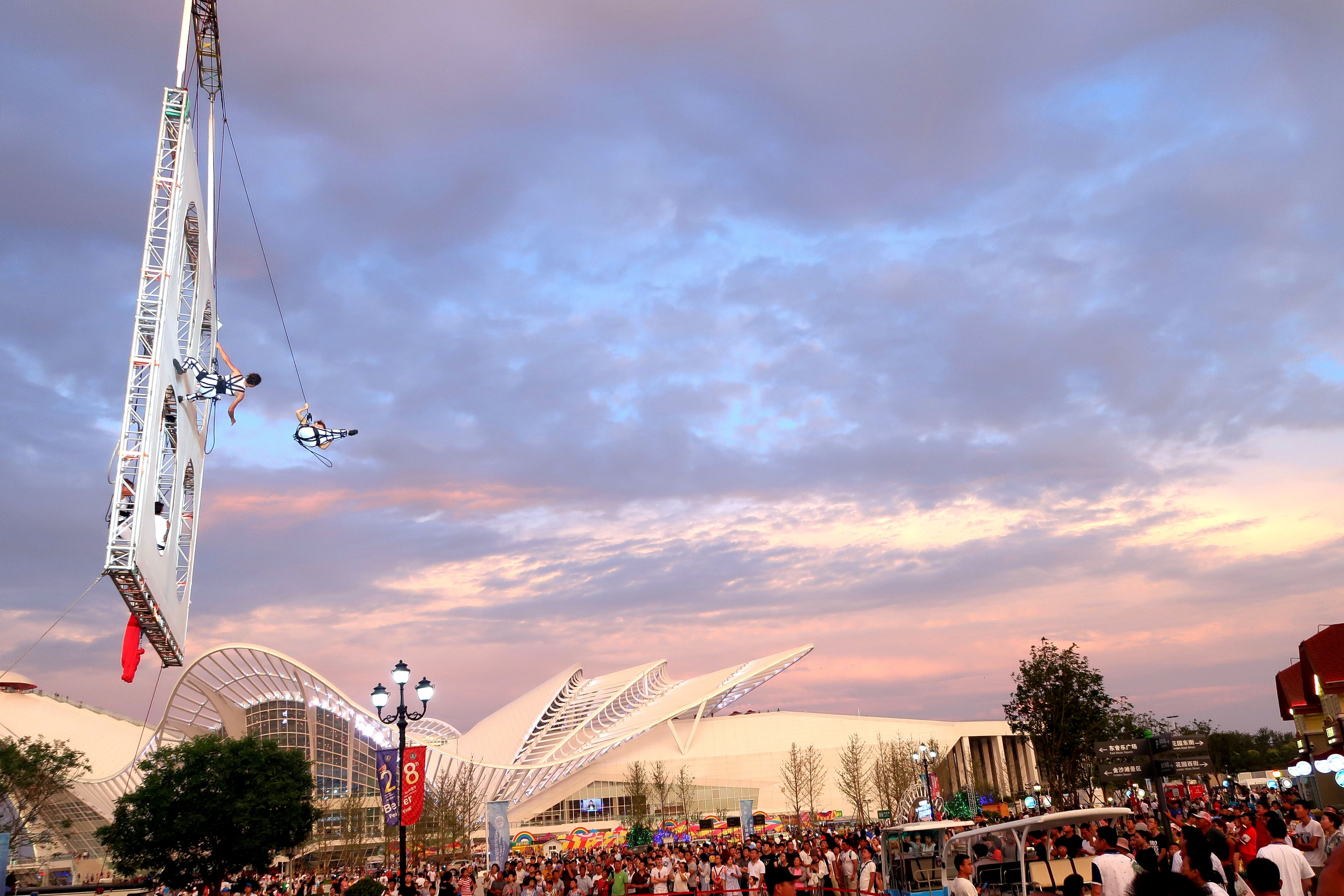
eVenti Verticali a Tsingtao (Cina) con la performance di danza verticale su struttura aerea "Quadro".

Parallelamente si sviluppano sperimentazioni di danza verticale e aerea in tutto il mondo. In Francia, negli anni ottanta, alcuni arrampicatori di punta come Patrick Berhault, Patrick Edlinger e Antoine Le Menestrel uniscono danza e arrampicata in esibizioni dette anche di danse-escalade. Le Menestrel in particolare svilupperà in seguito la sua personale poetica portando in parete una pratica mimica e teatrale unica e fondando la Compagnia Lezards Bleus.

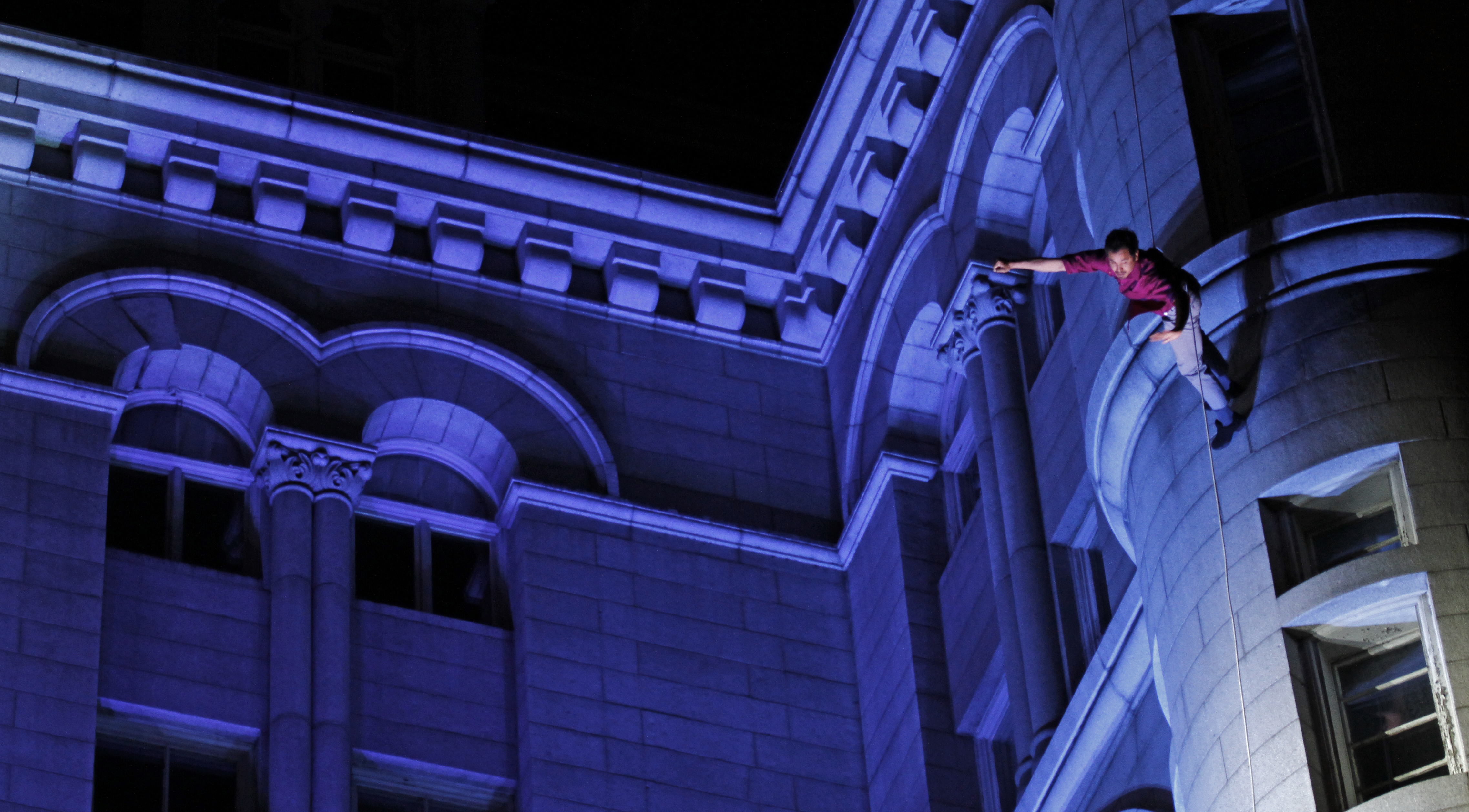
Esibizione di danza verticale su Old Post Pavillon di Washington, 2012 Compagnia Project Bandaloop

La danza verticale si diffonde Italia a partire dagli anni novanta per opera della coreografa Wanda Moretti che nel 1994 insieme al musicista Marco Castelli fonda la Compagnia Il Posto Danza Verticale.. Nel 2006 Andrea e Luca Piallini fondano eVenti Verticali,  più orientata sull'aspetto teatrale della sospensione aerea, con performance di danza verticale su edifici (torri, musei,...), strutture (dighe, campanili, ...), siti naturali e strutture aeree sospese ad autogrù.
Col tempo questa tecnica di danza è divenuta una pratica artistica consolidata, con lo sviluppo di compagnie professionale nel panorama mondiale. Dal 2000 esistono corsi universitari specialistici associati ai dipartimenti di danza delle università di Bangor (UK), University of Wyoming (USA), Washington and Lee University (USA), University of Edge (UK).